# Machine à mesurer tridimensionnelle
Pour les articles homonymes, voir MMT.

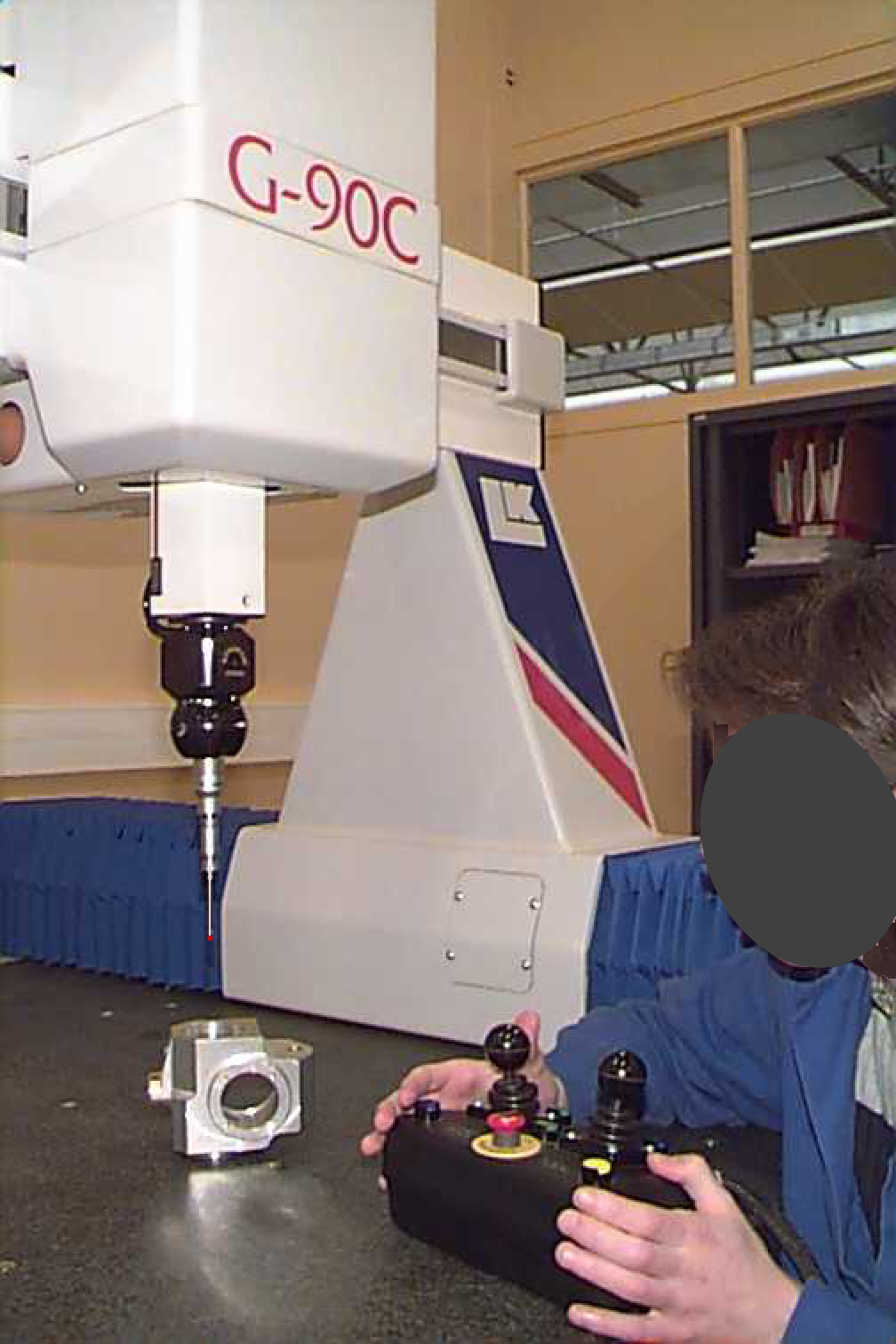
Machine à mesurer tridimensionnelle.

Les machines à mesurer tridimensionnelles (MMT) sont des machines utilisées en métrologie dimensionnelle. Elles permettent d'obtenir les coordonnées des points mesurés (palpés) sur une pièce mécanique ; on parle parfois de métrologie par coordonnées (traduction de coordinate metrology).
Avec la mesure effectuée, on procède à la comparaison numérique d'une grandeur connue à la grandeur mesurée. Par conséquent, la prise de coordonnées permet de mettre en avant des écarts au nominal et donc de vérifier que les cotes. La mesure de grandeurs géométriques peut être réalisée aussi bien avec des moyens de mesure simples comme des pieds à coulisse ou des micromètres, qu'avec des moyens plus complexes comme des MMT. 
De telles machines sont désormais présentes dans la grande majorité des industries de la mécanique.

## Constitution

MMT à portique.

Une MMT est constituée de plusieurs parties :
- d'une table support (partie sur laquelle la pièce à mesurer est immobilisée, appelée communément « marbre ») on pourra noter que la table support n'est pas nécessairement géométriquement parfaite
- de trois liaisons glissières appelées guidage d'axes (X, Y et Z) des règles graduées (optiques ou électriques) permettent de connaître la position sur chacun des axes de manière précise
- d'une commande numérique (qui pilote les déplacements machines, la commande d'entrainement des axes, le traitement des signaux de la tête de mesure ...)
- d'un système de palpage (tactile ou optique)

On distingue quatre types d'architecture de MMT :
- les portiques (un portique supporte l'axe Z, déplacement sur coussins d'air en général)
- les trusquins ou MMT à bras horizontal (le montant [axe Y] se déplace avec l'avant-bras réglable en hauteur (axe Z) sur la table de la machine qui constitue la base de l'appareil)
- les ponts (axe X se déplace avec la broche [axe Z] sur le pont mobile [axe Y])
- les col de cygne ou cantilever (le banc de la machine supporte la table de la machine mobile [axe Y] et le montant mobile [axe X] avec la broche [axe Z])

Les MMT existent en version manuelle ou à commande numérique. Depuis une dizaine d'années la plus grande majorité des MMT sont à commande numérique.

## Technologie de capteurs
Les capteurs d'une MMT palpent l'objet à mesurer. À partir du signal de détection, des points de mesure sont déterminés sur l'objet à mesurer avec les positions des axes de l'appareil de mesure par coordonnées.. Elle permet d'être l'interface entre la machine et la pièce à l'aide :
- soit d'un capteur à déclenchement (type électromécanique ou piézo-électrique) pour prise de points individuels (trigger)
- soit d'un capteur mesurant (jouant sur la déformation de trois jeux de parallélogrammes) pour la prise de points en continu (scanning) ;
- soit d'un capteur optique (type analyse d'image ou capteur de distance)

Selon les contraintes d'accessibilité ou problématique d'encombrement, on a le choix entre tête de mesure fixe et tête de mesure orientable et/ou indexable. Ces têtes orientables permettent plusieurs orientations du palpeur ou du capteur qu'elles portent pour favoriser l'accessibilité aux surfaces à mesurer.
En général, l'orientation de la tête concerne deux axes et son pas varie (de 2.5° à 7.5° pour les têtes à incrément, infini pour les têtes continues) entre -105° à 105° pour l'axe A et de –180° à +180° pour l'axe B.

## Utilisation
L'obtention de différentes coordonnées des points d'une pièce n'est pas très utile en soi. Une MMT est donc connectée à un ordinateur disposant d'un logiciel d'interprétation des coordonnées. Ce type de logiciel calcule les formes géométriques idéales aux points palpés sur les surfaces de la pièce à mesurer, ce qui autorise le calcul rapide d'un défaut de tolérance géométrique (forme, localisation, parallélisme, coaxialité, etc.).

### Référentiels
Un référentiel est système de trois vecteurs orthogonaux qui représentent les axes X, Y et Z. Les différents référentiels permettent à la machine de mesure tridimensionnel d'effectuer du calcul matricielle de vecteur pour connaitre les positions des éléments par rapport au référentiel machine. Les mesures obtenues servent ensuite à reconstruire les éléments géométriques des pièces mesurées et ensuite de comparer ces pièces avec les tolérances du plan,.

#### Référentiel machine
C'est un référentiel interne à la machine. Il sert de base au positionnement des autres référentiels, il est fixe.

#### Référentiel porte-outil
Le référentiel porte outil sert à positionner la partie mobile de la machine.

#### Référentiel outil
Il vient s'ajouter au référentiel porte-outil avec un décalage selon le système de stylets utilisés.

#### Référentiel pièce
Chaque pièce est positionnée dans le volume de travail. Les pièces ont 6 degrés de libertés (dans 3 axes et ensuite une rotation autour de chaque axe). Il peut y avoir plusieurs pièces chargées sur une machine de mesure, chaque pièce aura son propre référentiel qui servira à la machine pour venir palper les zones à mesurer.

## MMT précises pour pièces microtechniques
Depuis les années 2000, le développement de MMT de très haute précision spécifique pour pièces microtechniques a vu le jour. Situées entre les MMT conventionnelles et les microscopes à force atomiques, ces machines sont équipées de palpeurs de Ø=1 mm à Ø=50 µm ayant des forces d'appui très faibles (quelques centaines de µN seulement) ce qui permet de palper des pièces de très petite taille sans les déformer. Leur précision de mesure peut atteindre quelques nanomètres pour un volume de travail d'une dizaine de centimètres de côté.
- Prototypes fabriqués par des laboratoires nationaux : METAS (Suisse), National Physical Laboratory (Angleterre).
- Machines commerciales : Hexagon Manufacturing Intelligence, Werth, IBS Precision, Xpress Precision Engineering, Panasonic, Zeiss Metrology, OGP.

## MMT optiques

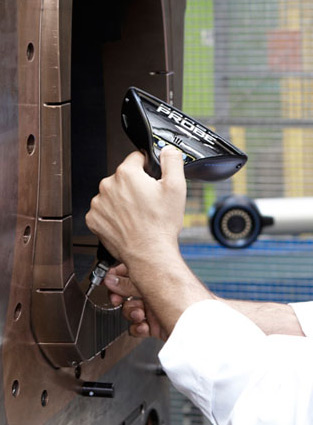
Exemple d'utilisation d'une MMT optique portable.

De nouvelles MMT optiques ont récemment fait leur apparition. Elles permettent de mesurer très rapidement et sans contact des entités de petites dimensions. Désormais, elles intègrent d’autres capteurs tels que : le palpage point à point, le palpage continu, le laser par triangulation, la lumière blanche, etc... 
La solution la plus reconnue sur le marché est la gamme OPTIV M fabriquée par HEXAGON MANUFACTURING INTELLIGENCE. 

## MMT portables
Depuis 1986, date de l'invention du premier bras de mesure en France par Romain Granger et Omer Eaton (Romer), le développement de MMT de très haute précision spécifique pour pièces microtechniques a vu le jour. Situées entre les MMT conventionnelles et les microscopes à force atomiques, ces machines sont équipées de palpeurs de diamètres variables (moins de 1 mm) ayant des forces d'appui très faibles (quelques centièmes de newtons seulement), ce qui permet de palper des pièces de très petite taille sans les déformer. Leur précision de mesure peut atteindre quelques nanomètres pour un volume de travail d'une dizaine de centimètres de côté. La technologie des MMT a considérablement évolué, notamment avec le développement de MMT portables qui présentent les avantages des MMT traditionnelles tout en apportant une grande flexibilité. Ce sont des machines légères, utilisables n'importe où (la machine est transportée jusqu’à la pièce). Aucun environnement contrôlé n'est requis et leur fonctionnement est simple. Elles fournissent en outre des résultats très précis (le modèle Absolute Arm Compact est la référence) et sont suffisamment résistantes pour travailler dans des environnements variés.[réf. nécessaire]
Les MMT portables sont aussi généralement moins chères que les MMT traditionnelles. Il existe deux grandes catégories de MMT portables : les bras de mesure articulés six et sept axes et les lasers trackers (Leica est le leader sur le marché depuis des décennies).
Tandis que les machines de mesure tridimensionnelle (MMT) classiques utilisent un palpeur se déplaçant selon trois axes cartésiens pour mesurer les caractéristiques physiques d’un objet, les MMT portables, quant à elles, utilisent des bras articulés avec encodeurs absolus ou — comme c'est le cas des MMT optiques — des méthodes de triangulation optique qui leur procurent une liberté de mouvement inégalée autour de l'objet. 
Par exemple, la caméra RS5 bénéficie de hautes performances (752 000 points/s). La résolution est de 11 µm associée à une fréquence d'acquisition de 100 Hz quel que soit l'environnement.
Les MMT portables dotées de bras articulés possèdent six ou sept articulations équipées de codeurs rotatifs absolus plutôt que des axes linéaires. Ces bras portables sont légers (généralement moins de 9 kg et peuvent être transportés et utilisés pratiquement n'importe où. Cependant, les MMT optiques sont de plus en plus utilisées dans l'industrie. Dotées de caméras matricielles ou linéaires elles sont très compactes (comme la Microsoft Kinect) et permettent à leurs utilisateurs de réaliser la numérisation 3D d'objets de tous types, et ce, presque partout.
Certaines applications non répétitives telles que la rétroingénierie, le prototypage rapide et l'inspection à grande échelle de pièces de toutes dimensions se prêtent parfaitement aux MMT portables, qui présentent de nombreux avantages. Elles offrent notamment aux utilisateurs la souplesse d’obtenir des mesures 3D même de tous types de pièces dans des lieux les plus éloignés ou contraignants. Elles sont faciles à utiliser et ne nécessitent pas d'environnement contrôlé pour fournir des mesures précises. De plus, les MMT portables sont généralement moins coûteuses que les MMT classiques.
En contrepartie, les MMT portables ne peuvent fonctionner que manuellement, c'est-à-dire qu'elles doivent être manœuvrées par une personne. De même, leur précision pourrait s'avérer légèrement inférieure à celle d'une MMT à pont et, dans une certaine mesure, elles pourraient moins bien se prêter à certaines applications.

## Fabricants
Les principaux fabricants de MMT sont européens, américains et japonais, on peut citer  :
- Aberlink (Angleterre)
- Artec 3D (États-Unis)
- Ayonis (France)
- Baty (Angleterre)
- Coord3 (Italie)
- Creaform (Canada)
- FARO Technologies (États-Unis)
- GOM (Allemagne)
- Hexagon Metrology (Suède) possédant DEA (Italie), Leitz (Allemagne) TESA (Suisse), Brown & Sharpe (États-Unis), Leica Geosystems (Suisse), Romer (France)
- Keyence (Japon)
- Kreon Technologies (France)
- MicroVu
- Mitutoyo (Japon)
- Mora Metrology (Allemagne)
- Nikon Metrology (Japon)
- OGP (États-Unis)
- TRIMOS S.A. (Suisse)
- Taylor Hobson - Ametek (Angleterre)
- Wenzel (Allemagne)
- Werth (Allemagne)
- Zeiss Metrology (Allemagne)

Des fabricants de pays émergents sont apparus ces dernières années :
- AEH Metrology (Chine)
- GMT (Inde)
- Inspecs Metrology (Inde)
- Qingdao (Chine)

## Normes
- Série des normes internationales NF EN ISO 10360 Spécification géométrique des produits (GPS) - Essais de réception et de vérification périodique des machines à mesurer tridimensionnelles (MMT).